# Jermaine Woozencroft
Jermaine Woozencroft (nacido en Montego Bay, Jamaica, el 19 de agosto de 1992) es un futbolista profesional jamaiquino que se desempeña en el terreno de juego como centrocampista. Su actual equipo es el Montego Bay United FC de la Liga Premier de Jamaica. 

## Clubes
| Club                  | País    | Año           |
| --------------------- | ------- | ------------- |
| Montego Bay United FC | Jamaica | 2011-presente |

## Carrera internacional
Jermaine Woozencroft fue convocado por primera vez a la Selección de fútbol de Jamaica en el año 2013, acumulando un total de 3 apariciones con la selección mayor.